# Opernhaus (metropolitana di Norimberga)
La stazione di Opernhaus è una stazione della metropolitana di Norimberga, servita dalle linee U2 e U3. Prende il nome dal Teatro dell'Opera, posto nelle immediate vicinanze.

## Storia
La stazione di Opernhaus venne attivata il 24 settembre 1988, come parte della tratta da Plärrer a Hauptbahnhof.